# Grubeša, dukljanski kralj
Grubeša (crnogorski: Грубеша) dukljanski kralj iz dinastije Vojislavljevića, vladao 1118. – 1125. godine.

### Borba za prijestolje
Sudjelovao u oštroj borbi za prijestolje nakon smrti kralja Bodina (1108. godine). Glavni mu je rival bio Đuro, Bodinov sin te njegova mati kraljica Jakvinta. Đuro je 1114. postao kralj Duklje.

### Uhićenje
Grubeša je sa svojom braćom Draginjom i Dragilom, zbog opasnosti od pogubljenja, pokušao pobjeći na sigurno u Drač svjem stricu Gojislavu, bizantskom vazalu. No, Đurini ga vojnici uhićuju i utamničavaju u Skadru.
Gojislav, skupa sa svojim nećacima Draginjom i Dragilom, uz potporu bizantskih postrojbi kojima je zapovjedao bizantski carević Kalojoan Kuman, napali su 1118. godine.
Kralj Đuro uspijeva pobjeći i skloniti se u Rašku. Đurina mati Jakvinta uhićena je u Kotoru i odvedena u Carigrad gdje je i umrla.

### Krunisanje
Grubeša je oslobođen i po naredbi bizantskog cara, potom krunisan za kralja.

### Vladavina
Prividni unutarnji mir među Dukljanima je potrajao sedam godina. 

### Pogibija
Đuro je, uz svoje pristaše i odred Srba, kod Bara 1125. porazio Grubišinu vojsku.
Kralj Đuro je opet zasijeo na dukljanski tron.